# Rifugio Carate Brianza
Il rifugio Carate Brianza è un rifugio alpino della Valmalenco, nelle Alpi Retiche, posto ad una quota di 2.636 m s.l.m.
L'edificio, costruito nel 1926 e inaugurato l'anno successivo, sorge appena sotto la Bocchetta delle Forbici, nel massiccio del Bernina.

## Accessi
- Dal lago di Campo Moro, in 2 ore e 30
- Dal lago di Alpe Gera, in 3 ore e 30 passando per il rifugio Bignami e la bocchetta di Fellaria

## Escursioni
- Monte delle Forbici (2.910 m)
- Bocchetta di Fellaria (2.820 m)
- Rifugio Marinelli (2.813 m)
- Rifugio Bignami (2.401 m)
- Vallone dello Scerscen
- Cimitero degli Alpini
- Monumento degli Alpini
- Grotte dello Scerscen